# Le Repos (Amisani)
Pour l’article homonyme, voir Le Repos (Manet).
Le Repos (Il riposo) est une peinture à l'huile sur toile de 70 × 102 cm, réalisée par Giuseppe Amisani entre 1910 et 1920 conservée au musée Galerie d'art civique d'Ascoli Piceno,.

## Description
L'œuvre fait partie de la production de Giuseppe Amisani dont le sujet pictural est la sensualité des figures féminines, représentées dans des poses langoureuses. L'œuvre est signée au pinceau en lettres capitales « AMISANI », dans le coin inférieur gauche.